# Sixième circonscription des Alpes-Maritimes
La sixième circonscription des Alpes-Maritimes est l'une des neuf circonscriptions législatives que compte le département français des Alpes-Maritimes (06), situé en région Provence-Alpes-Côte d'Azur.
Elle est représentée à l'Assemblée nationale, lors de la XVIIe législature de la Cinquième République, par Bryan Masson, député du Rassemblement national (RN). Elle s'étend sur une partie centrale du littoral du département, englobant notamment les communes de Cagnes-sur-Mer, Saint-Laurent-du-Var et Villeneuve-Loubet.

## Description géographique

### Historique

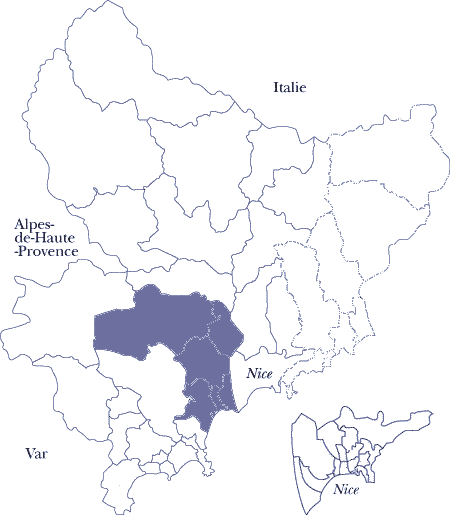
Carte de la 6e circonscription selon le redécoupage de 1986 (sur la base de la carte cantonale en vigueur avant le redécoupage cantonal de 2014).

S'il y a plus de cinq circonscriptions dans les Alpes-Maritimes depuis 1910, elles étaient nommées à partir de l'arrondissement avant la Cinquième République. La sixième circonscription des Alpes-Maritimes est créée par le redécoupage électoral de 1958 et s'étend alors sur tout l'ouest du département à l'exception de Cannes et d'Antibes qui sont dévolues à la cinquième circonscription. Elle inclut ainsi les cantons suivants (selon leurs limites de l'époque) : 
- canton du Bar-sur-Loup
- canton de Cagnes-sur-Mer-Ouest
- canton du Cannet
- canton de Coursegoules
- canton de Grasse-Nord
- canton de Saint-Auban
- canton de Saint-Vallier-de-Thiey
- canton de Vence.

Le redécoupage électoral de 1986 recentre la sixième circonscription sur les villes de Cagnes-sur-Mer, Saint-Laurent-du-Var, Vence et leurs alentours. Elle inclut alors les cantons suivants (selon leurs limites de l'époque) : 
- canton de Cagnes-sur-Mer-Centre
- canton de Cagnes-sur-Mer-Ouest
- canton de Carros
- canton de Coursegoules
- canton de Saint-Laurent-du-Var-Cagnes-sur-Mer-Est
- canton de Vence.

### Circonscription actuelle
Le redécoupage des circonscriptions réalisé en 2010, en vigueur à partir des élections législatives de 2012, réduit la taille de la sixième circonscription en lui retirant sa moitié nord au profit de la nouvelle deuxième circonscription du département. L'ordonnance n°2009-935 du 29 juillet 2009, votée par le Parlement le 21 janvier 2010, lui attribue la composition cantonale suivante : 
- canton de Cagnes-sur-Mer-Centre
- canton de Cagnes-sur-Mer-Ouest
- canton de Saint-Laurent-du-Var-Cagnes-sur-Mer-Est.

Elle est dès lors composée des seules communes suivantes : Cagnes-sur-Mer, Saint-Laurent-du-Var, Villeneuve-Loubet, La Colle-sur-Loup et Saint-Paul-de-Vence.
Avec le redécoupage cantonal de 2014, les limites de la circonscription n'ont pas varié mais la composition cantonale de la circonscription est devenue la suivante : le canton de Cagnes-sur-Mer-1, une partie du canton de Cagnes-sur-Mer-2 (communes de Cagnes-sur-Mer et Saint-Laurent-du-Var), et une partie du canton de Villeneuve-Loubet (communes de La Colle-sur-Loup, Saint-Paul-de-Vence et Villeneuve-Loubet).

## Description démographique
En 2009, la sixième circonscription définie par le redécoupage de 1986 comptait 153 004 habitants, s'étendait sur 392,19 kilomètres carrés, et sa densité de population s'élevait à 390 habitants par kilomètre carré. La même année, la sixième circonscription définie par le redécoupage de 2010 incluait 104 133 habitants. La répartition démographique par canton (selon le découpage cantonal en vigueur jusqu'en 2014) de la sixième circonscription selon ses limites définies par le redécoupage de 2010 est donnée dans le tableau ci-dessous.
| Année | Cagnes-sur-Mer-Centre | Cagnes-sur-Mer-Ouest | Saint-Laurent-du-Var-Cagnes-sur-Mer-Est | Total   |
| ----- | --------------------- | -------------------- | --------------------------------------- | ------- |
| 2009  | 25 657                | 40 949               | 37 527                                  | 104 133 |

La population totale de la circonscription est la suivante : 
| 2013    | 2019    | 2021    |
| ------- | ------- | ------- |
| 101 496 | 108 782 | 111 567 |

## Description historique et politique

### Historique des députations
| Législature | Début de mandat  | Fin de mandat    | Député                   | Parti politique | Observations |
| ----------- | ---------------- | ---------------- | ------------------------ | --------------- | --- |
| Ire         | 9 décembre 1958  | 9 octobre 1962   | Pierre Ziller            | UNR             | Mandat écourté à la suite d'une dissolution parlementaire décidée par Charles de Gaulle.                                                 |
| IIe         | 6 décembre 1962  | 2 avril 1967     | Pierre Ziller            | UNR-UDT         | |
| IIIe        | 3 avril 1967     | 30 mai 1968      | Pierre Ziller            | UD-Ve           | Mandat écourté à la suite d'une dissolution parlementaire décidée par Charles de Gaulle.                                                 |
| IVe         | 11 juillet 1968  | 17 décembre 1971 | Pierre Ziller            | UDR             | Remplacé par Louis Noilou à la suite de son décès.                                                                                       |
| IVe         | 20 décembre 1971 | 1er avril 1973   | Louis Noilou             | UDR             | Remplacé par Louis Noilou à la suite de son décès.                                                                                       |
| Ve          | 2 avril 1973     | 2 avril 1978     | Pierre Sauvaigo          | UDR puis RPR    | Maire de Cagnes-sur-Mer |
| VIe         | 3 avril 1978     | 22 mai 1981      | Pierre Sauvaigo          | RPR             | Maire de Cagnes-sur-Mer Mandat écourté à la suite d'une dissolution parlementaire décidée par François Mitterrand.                       |
| VIIe        | 2 juillet 1981   | 28 février 1983  | Pierre Sauvaigo          | RPR             | Maire de Cagnes-sur-Mer Remplacé par son suppléant Pierre Bachelet (maire du Cannet) à la suite de son décès.                            |
| VIIe        | 28 février 1983  | 1er avril 1986   | Pierre Bachelet          | RPR             | Maire de Cagnes-sur-Mer Remplacé par son suppléant Pierre Bachelet (maire du Cannet) à la suite de son décès.                            |
| IXe         | 23 juin 1988     | 1er avril 1993   | Suzanne Sauvaigo         | RPR             | Maire de Cagnes-sur-Mer |
| Xe          | 2 avril 1993     | 21 avril 1997    | Suzanne Sauvaigo         | RPR             | Maire de Cagnes-sur-Mer (jusqu'en 1995). Mandat écourté à la suite d'une dissolution parlementaire décidée par Jacques Chirac.           |
| XIe         | 12 juin 1997     | 18 juin 2002     | Lionnel Luca             | RPR puis RPF    | Maire de Villeneuve-Loubet (jusqu'en 2001) Conseiller général du canton de Cagnes-sur-Mer-Ouest                                          |
| XIIe        | 19 juin 2002     | 19 juin 2007     | Lionnel Luca             | UMP             | Vice-président du conseil général des Alpes-Maritimes                                                                                    |
| XIIIe       | 20 juin 2007     | 19 juin 2012     | Lionnel Luca             | UMP             | Vice-président du conseil général des Alpes-Maritimes                                                                                    |
| XIVe        | 20 juin 2012     | 20 juin 2017     | Lionnel Luca             | UMP             | Vice-président du conseil général des Alpes-Maritimes                                                                                    |
| XVe         | 21 juin 2017     | 21 juin 2022     | Laurence Trastour-Isnart | LR              | Conseillère municipale de Cagnes-sur-Mer                                                                                                 |
| XVIe        | 22 juin 2022     | 9 juin 2024      | Bryan Masson             | RN              | Conseiller régional de Provence-Alpes-Côte d'Azur Mandat écourté à la suite d'une dissolution parlementaire décidée par Emmanuel Macron. |
| XVIIe       | 8 juillet 2024   | En cours         | Bryan Masson             | RN              | Conseiller régional de Provence-Alpes-Côte d'Azur                                                                                        |

### Historique des résultats

#### Élections de 1958
| Candidat       | Candidat            | Parti          | Premier tour | Premier tour | Second tour | Second tour |  |
| Candidat       | Candidat            | Parti          | Voix         | %            | Voix        | %           |  |
| -------------- | ------------------- | -------------- | ------------ | ------------ | ----------- | ----------- |  |
|                | Émile Hugues        | CR             | 13 490       | 31,91        | 13 076      | 29,79       |  |
|                | Pierre Ziller élu   | UNR            | 11 843       | 28,02        | 19 388      | 44,17       |  |
|                | Jean Cuméro         | PCF            | 10 305       | 24,38        | 11 429      | 26,04       |  |
|                | Jacques Bounin      | Divers droite  | 4 903        | 11,6         | Retrait     | Retrait     |  |
|                | Barthélemy Battesti | MRP            | 1 730        | 4,09         |             |             |  |
|                |                     |                |              |              |             |             |  |
| Inscrits       | Inscrits            | Inscrits       | 56 943       | 100,00       | 56 830      | 100,00      |  |
| Abstentions    | Abstentions         | Abstentions    | 13 540       | 23,78        | 12 184      | 21,44       |  |
| Votants        | Votants             | Votants        | 43 403       | 76,22        | 44 646      | 78,56       |  |
| Blancs et nuls | Blancs et nuls      | Blancs et nuls | 1 132        | 2,61         | 753         | 1,69        |  |
| Exprimés       | Exprimés            | Exprimés       | 42 271       | 97,39        | 43 893      | 98,31       |  |

Le suppléant de Pierre Ziller était Auguste Rossignot, ancien résistant, ancien déporté, conseiller municipal de Saint-Laurent-du-Var.

#### Élections de 1962
| Candidat       | Candidat                    | Parti          | Premier tour | Premier tour | Second tour | Second tour |  |
| Candidat       | Candidat                    | Parti          | Voix         | %            | Voix        | %           |  |
| -------------- | --------------------------- | -------------- | ------------ | ------------ | ----------- | ----------- |  |
|                | Pierre Ziller sortant réélu | UNR-UDT        | 18 390       | 44,4         | 25 757      | 61,43       |  |
|                | Jean Cuméro                 | PCF            | 11 342       | 27,39        | 16 175      | 38,57       |  |
|                | Christian Pineau            | SFIO           | 4 746        | 11,46        | Retrait     | Retrait     |  |
|                | Marius Issert               | Modérés        | 4 021        | 9,71         | Retrait     | Retrait     |  |
|                | Claude Challiol             | CNIP           | 2 917        | 7,04         | Retrait     | Retrait     |  |
|                |                             |                |              |              |             |             |  |
| Inscrits       | Inscrits                    | Inscrits       | 63 420       | 100,00       | 63 423      | 100,00      |  |
| Abstentions    | Abstentions                 | Abstentions    | 20 925       | 32,99        | 18 913      | 29,82       |  |
| Votants        | Votants                     | Votants        | 42 495       | 67,01        | 44 510      | 70,18       |  |
| Blancs et nuls | Blancs et nuls              | Blancs et nuls | 1 079        | 2,54         | 2 578       | 5,79        |  |
| Exprimés       | Exprimés                    | Exprimés       | 41 416       | 97,46        | 41 932      | 94,21       |  |

Louis Noilou, pilote-aviateur en retraite à Saint-Laurent-du-Var, ancien résistant, était suppléant de Pierre Ziller.

#### Élections de 1967
| Candidat       | Candidat                    | Parti          | Premier tour | Premier tour | Second tour | Second tour |  |
| Candidat       | Candidat                    | Parti          | Voix         | %            | Voix        | %           |  |
| -------------- | --------------------------- | -------------- | ------------ | ------------ | ----------- | ----------- |  |
|                | Pierre Ziller sortant réélu | UD-Ve          | 25 264       | 42,99        | 30 796      | 54,69       |  |
|                | Romain Maurel               | PCF            | 14 412       | 24,52        | 24 293      | 43,14       |  |
|                | Jacques Biget               | FGDS (SFIO)    | 11 619       | 19,77        | 1 217       | 2,16        |  |
|                | Claude Challiol             | CD (PDM)       | 7 475        | 12,72        | Retrait     | Retrait     |  |
|                |                             |                |              |              |             |             |  |
| Inscrits       | Inscrits                    | Inscrits       | 77 387       | 100,00       | 77 400      | 100,00      |  |
| Abstentions    | Abstentions                 | Abstentions    | 16 806       | 21,72        | 17 433      | 22,52       |  |
| Votants        | Votants                     | Votants        | 60 581       | 78,28        | 59 967      | 77,48       |  |
| Blancs et nuls | Blancs et nuls              | Blancs et nuls | 1 811        | 2,99         | 3 661       | 6,11        |  |
| Exprimés       | Exprimés                    | Exprimés       | 58 770       | 97,01        | 56 306      | 93,89       |  |

Le suppléant de Pierre Ziller était Louis Noilou, pilote aviateur retraité à Saint-Laurent-du-Var.

#### Élections de 1968
| Candidat       | Candidat                    | Parti          | Premier tour | Premier tour | Second tour | Second tour |  |
| Candidat       | Candidat                    | Parti          | Voix         | %            | Voix        | %           |  |
| -------------- | --------------------------- | -------------- | ------------ | ------------ | ----------- | ----------- |  |
|                | Pierre Ziller sortant réélu | UDR (URP)      | 26 852       | 45,3         | 29 804      | 50,22       |  |
|                | Romain Maurel               | PCF            | 13 935       | 23,51        | 17 706      | 29,83       |  |
|                | Hervé de Fontmichel         | CD (PDM)       | 11 900       | 20,07        | 11 841      | 19,95       |  |
|                | Jean Principiano            | FGDS (CIR)     | 4 358        | 7,35         |             |             |  |
|                | Paul Cruzel                 | PSU            | 2 235        | 3,77         |             |             |  |
|                |                             |                |              |              |             |             |  |
| Inscrits       | Inscrits                    | Inscrits       | 78 128       | 100,00       | 78 127      | 100,00      |  |
| Abstentions    | Abstentions                 | Abstentions    | 17 685       | 22,64        | 17 777      | 22,75       |  |
| Votants        | Votants                     | Votants        | 60 443       | 77,36        | 60 350      | 77,25       |  |
| Blancs et nuls | Blancs et nuls              | Blancs et nuls | 1 163        | 1,92         | 999         | 1,66        |  |
| Exprimés       | Exprimés                    | Exprimés       | 59 280       | 98,08        | 59 351      | 98,34       |  |

Louis Noilou, suppléant de Pierre Ziller, décédé le 19 décembre 1971, le remplaça jusqu'au 1er avril 1973.

#### Élections de 1973
| Candidat           | Candidat            | Parti          | Premier tour | Premier tour | Second tour | Second tour |  |
| Candidat           | Candidat            | Parti          | Voix         | %            | Voix        | %           |  |
| ------------------ | ------------------- | -------------- | ------------ | ------------ | ----------- | ----------- |  |
|                    | Pierre Sauvaigo élu | UDR (URP)      | 21 051       | 27,79        | 40 610      | 55,78       |  |
|                    | Romain Maurel       | PCF            | 16 917       | 22,33        | 32 196      | 44,22       |  |
|                    | Hervé de Fontmichel | CDP            | 13 279       | 17,53        | Retrait     | Retrait     |  |
|                    | Michel Deberdt      | PS (UGSD)      | 11 831       | 15,62        | Retrait     | Retrait     |  |
|                    | René Albert         | MR             | 9 174        | 12,11        |             |             |  |
|                    | François Besland    | FN             | 2 181        | 2,88         |             |             |  |
|                    | Jacques Bixio       | CNI            | 1 317        | 1,74         |             |             |  |
|                    |                     |                |              |              |             |             |  |
| Inscrits           | Inscrits            | Inscrits       | 97 421       | 100,00       | 97 401      | 100,00      |  |
| Abstentions        | Abstentions         | Abstentions    | 19 839       | 20,36        | 19 491      | 20,01       |  |
| Votants            | Votants             | Votants        | 77 582       | 79,64        | 77 910      | 79,99       |  |
| Blancs et nuls     | Blancs et nuls      | Blancs et nuls | 1 832        | 2,36         | 5 104       | 6,55        |  |
| Exprimés           | Exprimés            | Exprimés       | 75 750       | 97,64        | 72 806      | 93,45       |  |
| Source : Data.gouv |                     |                |              |              |             |             |  |

Le suppléant de Pierre Sauvaigo était Pierre Bachelet, officier ministériel, CDP.

#### Élections de 1978
| Candidat           | Candidat            | Parti             | Premier tour | Premier tour | Second tour | Second tour |  |
| Candidat           | Candidat            | Parti             | Voix         | %            | Voix        | %           |  |
| ------------------ | ------------------- | ----------------- | ------------ | ------------ | ----------- | ----------- |  |
|                    | Pierre Sauvaigo élu | RPR               | 52 563       | 49,78        | 63 119      | 59,23       |  |
|                    | Georges Vassallo    | PCF               | 22 594       | 21,4         | 43 444      | 40,77       |  |
|                    | Jean-Michel Galy    | PS                | 19 891       | 18,84        | Retrait     | Retrait     |  |
|                    | Jacques Micolle     | Divers écologiste | 5 150        | 4,88         |             |             |  |
|                    | Anne-Marie Dubois   | PSU (FA)          | 1 800        | 1,7          |             |             |  |
|                    | Marcel Picaud       | UGP               | 1 016        | 0,96         |             |             |  |
|                    | Serge Soulayres     | LO                | 995          | 0,94         |             |             |  |
|                    | Jean-Philippe Belle | Divers droite     | 985          | 0,93         |             |             |  |
|                    | Monique Lefort      | Divers droite     | 601          | 0,57         |             |             |  |
|                    |                     |                   |              |              |             |             |  |
| Inscrits           | Inscrits            | Inscrits          | 129 959      | 100,00       | 129 941     | 100,00      |  |
| Abstentions        | Abstentions         | Abstentions       | 22 267       | 17,13        | 19 752      | 15,2        |  |
| Votants            | Votants             | Votants           | 107 692      | 82,87        | 110 189     | 84,8        |  |
| Blancs et nuls     | Blancs et nuls      | Blancs et nuls    | 2 097        | 1,95         | 3 626       | 3,29        |  |
| Exprimés           | Exprimés            | Exprimés          | 105 595      | 98,05        | 106 563     | 96,71       |  |
| Source : Data.gouv |                     |                   |              |              |             |             |  |

Le suppléant de Pierre Sauvaigo était Pierre Bachelet, maire RPR du Cannet-Rocheville, conseiller général du canton du Cannet, conseiller régional.

#### Élections de 1981
|                | Pierre Sauvaigo sortant réélu | RPR (UNM)      | 49 511  | 50,50  |  |  |  |
|                | Jean-Michel Galy              | PS             | 28 812  | 29,39  |  |  |  |
|                | Georges Vassallo              | PCF            | 16 320  | 16,65  |  |  |  |
|                | René Albert                   | MRG            | 1 649   | 1,68   |  |  |  |
|                | Anne-Marie Dubois             | PSU            | 908     | 0,93   |  |  |  |
|                | Michel Lemaire                | Divers droite  | 844     | 0,86   |  |  |  |
|                |                               |                |         |        |  |  |  |
| Inscrits       | Inscrits                      | Inscrits       | 143 855 | 100,00 |  |  |  |
| Abstentions    | Abstentions                   | Abstentions    | 44 268  | 30,77  |  |  |  |
| Votants        | Votants                       | Votants        | 99 587  | 69,23  |  |  |  |
| Blancs et nuls | Blancs et nuls                | Blancs et nuls | 1 543   | 1,55   |  |  |  |
| Exprimés       | Exprimés                      | Exprimés       | 98 044  | 98,45  |  |  |  |

Le suppléant de Pierre Sauvaigo était Pierre Bachelet. Pierre Bachelet remplaça Pierre Sauvaigo, décédé, du 28 février 1983 au 1er avril 1986.

#### Élections de 1988
| Candidat       | Candidat              | Parti          | Premier tour | Premier tour | Second tour | Second tour |  |
| Candidat       | Candidat              | Parti          | Voix         | %            | Voix        | %           |  |
| -------------- | --------------------- | -------------- | ------------ | ------------ | ----------- | ----------- |  |
|                | Suzanne Sauvaigo élue | RPR (URC)      | 20 066       | 41,86        | 31 451      | 61,47       |  |
|                | Odette Boivin         | PS             | 12 507       | 26,09        | 19 713      | 38,53       |  |
|                | Albert Peyron sortant | FN             | 10 678       | 22,27        | Retrait     | Retrait     |  |
|                | Marius Papi           | PCF            | 4 688        | 9,78         |             |             |  |
|                |                       |                |              |              |             |             |  |
| Inscrits       | Inscrits              | Inscrits       | 77 248       | 100,00       | 77 248      | 100,00      |  |
| Abstentions    | Abstentions           | Abstentions    | 28 521       | 36,92        | 24 467      | 31,67       |  |
| Votants        | Votants               | Votants        | 48 727       | 63,08        | 52 781      | 68,33       |  |
| Blancs et nuls | Blancs et nuls        | Blancs et nuls | 788          | 1,62         | 1 617       | 3,06        |  |
| Exprimés       | Exprimés              | Exprimés       | 47 939       | 98,38        | 51 164      | 96,94       |  |

Le suppléant de Suzanne Sauvaigo était Henri Moschetti, notaire à Cagnes-sur-Mer.

#### Élections de 1993
| Candidat       | Candidat                         | Parti                | Premier tour | Premier tour | Second tour | Second tour |  |
| Candidat       | Candidat                         | Parti                | Voix         | %            | Voix        | %           |  |
| -------------- | -------------------------------- | -------------------- | ------------ | ------------ | ----------- | ----------- |  |
|                | Suzanne Sauvaigo sortante réélue | RPR (UPF)            | 23 361       | 42,3         | 30 529      | 66,62       |  |
|                | Jean-Paul Ripoll                 | FN                   | 12 028       | 21,78        | 15 299      | 33,38       |  |
|                | Pierre-Marie Vidal               | Divers gauche (ADFP) | 6 512        | 11,79        |             |             |  |
|                | Marius Papi                      | PCF                  | 5 393        | 9,76         |             |             |  |
|                | Maurice Barbet                   | Les Verts (EÉ)       | 4 229        | 7,66         |             |             |  |
|                | Noël Perna                       | Divers               | 2 079        | 3,76         |             |             |  |
|                | Marie-Louise Viallon             | Divers               | 829          | 1,5          |             |             |  |
|                | Henri Le Guillou                 | AP                   | 801          | 1,45         |             |             |  |
|                |                                  |                      |              |              |             |             |  |
| Inscrits       | Inscrits                         | Inscrits             | 84 640       | 100,00       | 84 640      | 100,00      |  |
| Abstentions    | Abstentions                      | Abstentions          | 27 259       | 32,21        | 30 886      | 36,49       |  |
| Votants        | Votants                          | Votants              | 57 381       | 67,79        | 53 754      | 63,51       |  |
| Blancs et nuls | Blancs et nuls                   | Blancs et nuls       | 2 149        | 3,75         | 7 926       | 14,74       |  |
| Exprimés       | Exprimés                         | Exprimés             | 55 232       | 96,25        | 45 828      | 85,26       |  |

Le suppléant de Suzanne Sauvaigo était Henri Moschetti.

#### Élections de 1997
| Candidat       | Candidat                  | Parti             | Premier tour | Premier tour | Second tour | Second tour |  |
| Candidat       | Candidat                  | Parti             | Voix         | %            | Voix        | %           |  |
| -------------- | ------------------------- | ----------------- | ------------ | ------------ | ----------- | ----------- |  |
|                | Lionnel Luca élu          | diss. RPR         | 14 226       | 25,74        | 35 835      | 71,38       |  |
|                | Jean-Paul Ripoll          | FN                | 11 719       | 21,2         | 14 365      | 28,62       |  |
|                | Suzanne Sauvaigo sortante | RPR               | 9 842        | 17,8         |             |             |  |
|                | Odette Boivin             | PS                | 8 841        | 15,99        |             |             |  |
|                | Marius Papi               | PCF               | 5 722        | 10,35        |             |             |  |
|                | Philippe Mussi            | Les Verts         | 921          | 1,67         |             |             |  |
|                | Christian Pétard          | LO                | 860          | 1,56         |             |             |  |
|                | Jean-François Touzé       | Extrême droite    | 740          | 1,34         |             |             |  |
|                | Jean-Yves Ollivie         | LT-LNÉ            | 717          | 1,3          |             |             |  |
|                | Marie-José Cadenel        | Divers écologiste | 456          | 0,82         |             |             |  |
|                | Marie-Louise Viallon      | Divers écologiste | 403          | 0,73         |             |             |  |
|                | Geneviève Andréa          | MÉI               | 358          | 0,65         |             |             |  |
|                | Henri Garcia              | Divers            | 293          | 0,53         |             |             |  |
|                | Michèle Marchal           | IR                | 180          | 0,33         |             |             |  |
|                |                           |                   |              |              |             |             |  |
| Inscrits       | Inscrits                  | Inscrits          | 84 884       | 100,00       | 84 869      | 100,00      |  |
| Abstentions    | Abstentions               | Abstentions       | 27 870       | 32,83        | 27 868      | 32,84       |  |
| Votants        | Votants                   | Votants           | 57 014       | 67,17        | 57 001      | 67,16       |  |
| Blancs et nuls | Blancs et nuls            | Blancs et nuls    | 1 736        | 3,04         | 6 801       | 11,93       |  |
| Exprimés       | Exprimés                  | Exprimés          | 55 278       | 96,96        | 50 200      | 88,07       |  |

Le suppléant de Lionnel Luca était le docteur Henri Revel, maire de Saint-Laurent-du-Var.

#### Élections de 2002
| Candidat       | Candidat                   | Parti             | Premier tour | Premier tour | Second tour | Second tour |  |
| Candidat       | Candidat                   | Parti             | Voix         | %            | Voix        | %           |  |
| -------------- | -------------------------- | ----------------- | ------------ | ------------ | ----------- | ----------- |  |
|                | Lionnel Luca sortant réélu | UMP               | 26 478       | 44,23        | 35 296      | 66,77       |  |
|                | Antoine Damiani            | PS                | 13 232       | 22,1         | 17 563      | 33,23       |  |
|                | Monique Lartigue           | FN                | 11 659       | 19,48        |             |             |  |
|                | Anne-Lise Gonella          | PCF               | 1 609        | 2,69         |             |             |  |
|                | Claude Malaussène          | Divers droite     | 1 305        | 2,18         |             |             |  |
|                | Jérôme de Rocquigny        | Divers droite     | 1 144        | 1,91         |             |             |  |
|                | Xavier Caitucoli           | MNR               | 991          | 1,66         |             |             |  |
|                | Jean-Yves Ollivier         | MÉI               | 838          | 1,4          |             |             |  |
|                | Marie Gendrot              | Divers écologiste | 571          | 0,95         |             |             |  |
|                | Simon Schierano            | LCR               | 442          | 0,74         |             |             |  |
|                | Alain Bouilleaux           | LO                | 382          | 0,64         |             |             |  |
|                | Philippe Cascio            | Divers écologiste | 359          | 0,6          |             |             |  |
|                | Pierre Piacentini          | CNIP              | 292          | 0,49         |             |             |  |
|                | Alain Belli                | GÉ                | 174          | 0,29         |             |             |  |
|                | Philippe Morelli           | IR                | 170          | 0,28         |             |             |  |
|                | Martial Martin             | Divers écologiste | 135          | 0,23         |             |             |  |
|                | Marie-France Guillaume     | Divers            | 80           | 0,13         |             |             |  |
|                |                            |                   |              |              |             |             |  |
| Inscrits       | Inscrits                   | Inscrits          | 95 021       | 100,00       | 95 017      | 100,00      |  |
| Abstentions    | Abstentions                | Abstentions       | 34 220       | 36,01        | 39 923      | 42,02       |  |
| Votants        | Votants                    | Votants           | 60 801       | 63,99        | 55 094      | 57,98       |  |
| Blancs et nuls | Blancs et nuls             | Blancs et nuls    | 940          | 1,55         | 2 235       | 4,06        |  |
| Exprimés       | Exprimés                   | Exprimés          | 59 861       | 98,45        | 52 859      | 95,94       |  |

La suppléante de Lionnel Luca était Annie Double-Battistella, chef d'agence bancaire à Cagnes-sur-Mer.

#### Élections de 2007
|                | Lionnel Luca sortant réélu | UMP                 | 40 576  | 63,14  |  |  |  |
|                | Antoine Damiani            | PS                  | 9 721   | 15,13  |  |  |  |
|                | Loïc Dombreval             | UDF–MoDem           | 4 305   | 6,7    |  |  |  |
|                | Monique Lartigue           | FN                  | 3 853   | 6      |  |  |  |
|                | Martine Nativi             | PCF                 | 1 515   | 2,36   |  |  |  |
|                | Joëlle Faguer              | Les Verts           | 1 294   | 2,01   |  |  |  |
|                | Jean-Yves Ollivier         | MÉI                 | 1 000   | 1,56   |  |  |  |
|                | Anne-Marie Dubois          | Extrême gauche (GA) | 505     | 0,79   |  |  |  |
|                | Martine Charrac            | MNR                 | 415     | 0,65   |  |  |  |
|                | Alain Bouilleaux           | LO                  | 312     | 0,49   |  |  |  |
|                | Michelle Paulus            | COM                 | 293     | 0,46   |  |  |  |
|                | Marie-France Brunier       | CPNT                | 242     | 0,38   |  |  |  |
|                | Beatrix Viard              | Divers              | 232     | 0,36   |  |  |  |
|                |                            |                     |         |        |  |  |  |
| Inscrits       | Inscrits                   | Inscrits            | 107 076 | 100,00 |  |  |  |
| Abstentions    | Abstentions                | Abstentions         | 41 950  | 39,18  |  |  |  |
| Votants        | Votants                    | Votants             | 65 126  | 60,82  |  |  |  |
| Blancs et nuls | Blancs et nuls             | Blancs et nuls      | 863     | 1,33   |  |  |  |
| Exprimés       | Exprimés                   | Exprimés            | 64 263  | 98,67  |  |  |  |

La suppléante de Lionnel Luca était Annie Double-Battistella, de Vence.

#### Élections de 2012
|                | Lionnel Luca sortant réélu | UMP            | 21 841 | 51,44  |  |  |  |
|                | Sylvie Gautier             | PS (EÉLV)      | 9 461  | 22,28  |  |  |  |
|                | Hubert de Mesmay           | RBM (FN)       | 8 536  | 20,10  |  |  |  |
|                | Philippe Gandin            | FG (GU) (PCF)  | 1 461  | 3,44   |  |  |  |
|                | Oonagh Weldon              | AÉI            | 787    | 1,85   |  |  |  |
|                | Jean-Louis Paulus          | COM            | 195    | 0,46   |  |  |  |
|                | Danièle Bartoli            | LO             | 94     | 0,22   |  |  |  |
|                | Paul Favale                | POI            | 86     | 0,20   |  |  |  |
|                |                            |                |        |        |  |  |  |
| Inscrits       | Inscrits                   | Inscrits       | 76 095 | 100,00 |  |  |  |
| Abstentions    | Abstentions                | Abstentions    | 33 002 | 43,37  |  |  |  |
| Votants        | Votants                    | Votants        | 43 093 | 56,63  |  |  |  |
| Blancs et nuls | Blancs et nuls             | Blancs et nuls | 632    | 1,47   |  |  |  |
| Exprimés       | Exprimés                   | Exprimés       | 42 461 | 98,53  |  |  |  |

La suppléante de Lionnel Luca était Marie-France Corvest, conseillère municipale de Saint-Laurent-du-Var.

#### Élections de 2017
|                                                                                 | |                           |                           |                          |                          |
|                                                                                 | | Premier tour 11 juin 2017 | Premier tour 11 juin 2017 | Second tour 18 juin 2017 | Second tour 18 juin 2017 |
|                                                                                 | |                           |                           |                          |                          |
|                                                                                 | | Nombre                    | % des inscrits            | Nombre                   | % des inscrits           |
| Inscrits                                                                        | Inscrits                                                                                                  | 78 005                    | 100,00                    | 77 999                   | 100,00                   |
| Abstentions                                                                     | Abstentions                                                                                               | 40 864                    | 52,39                     | 45 822                   | 58,75                    |
| Votants                                                                         | Votants                                                                                                   | 37 141                    | 47,61                     | 32 177                   | 41,25                    |
|                                                                                 | |                           | % des votants             |                          | % des votants            |
| Bulletins blancs                                                                | Bulletins blancs                                                                                          | 585                       | 1,58                      | 2 160                    | 6,71                     |
| Bulletins nuls                                                                  | Bulletins nuls                                                                                            | 91                        | 0,25                      | 286                      | 0,89                     |
| Suffrages exprimés                                                              | Suffrages exprimés                                                                                        | 36 465                    | 98,18                     | 29 731                   | 92,40                    |
|                                                                                 | |                           |                           |                          |                          |
| Candidat Étiquette politique (partis et alliances)                              | Candidat Étiquette politique (partis et alliances)                                                        | Voix                      | % des exprimés            | Voix                     | % des exprimés           |
|                                                                                 | |                           |                           |                          |                          |
|                                                                                 | Nathalie Audin Mouvement démocrate (La République en marche !)                                            | 12 047                    | 33,04                     | 12 680                   | 42,65                    |
|                                                                                 | Laurence Trastour-Isnart Les Républicains                                                                 | 10 010                    | 27,45                     | 17 051                   | 57,35                    |
|                                                                                 | Yoann Saliba Front national                                                                               | 7 526                     | 20,64                     |                          |                          |
|                                                                                 | Prune Helfter-Noah La France insoumise                                                                    | 2 416                     | 6,63                      |                          |                          |
|                                                                                 | Lionel Dolciani Debout la France                                                                          | 920                       | 2,52                      |                          |                          |
|                                                                                 | Antoine Marchese Europe Écologie Les Verts                                                                | 686                       | 1,88                      |                          |                          |
|                                                                                 | Jean-François Téaldi Parti communiste français                                                            | 590                       | 1,62                      |                          |                          |
|                                                                                 | Michel Gaillard Parti socialiste                                                                          | 568                       | 1,56                      |                          |                          |
|                                                                                 | Jérôme Parise Écologiste (Mouvement écologiste indépendant - Le Trèfle - Mouvement hommes animaux nature) | 561                       | 1,54                      |                          |                          |
|                                                                                 | Frédérique Sajan Divers (Parti animaliste)                                                                | 464                       | 1,27                      |                          |                          |
|                                                                                 | Gilles Marceau Divers (Union populaire républicaine)                                                      | 243                       | 0,67                      |                          |                          |
|                                                                                 | Cyril Cousinié Divers                                                                                     | 175                       | 0,48                      |                          |                          |
|                                                                                 | Valérie Saché-Grouès Divers (Mouvement 100 % - La France a des Elles)                                     | 120                       | 0,33                      |                          |                          |
|                                                                                 | Danièle Bartoli Lutte ouvrière                                                                            | 114                       | 0,31                      |                          |                          |
|                                                                                 | Patrick Robbe Divers                                                                                      | 25                        | 0,07                      |                          |                          |
| Source : Ministère de l'Intérieur - Sixième circonscription des Alpes-Maritimes | |                           |                           |                          |                          |

Le suppléant de Laurence Trastour-Isnart était Lionnel Luca, député sortant.

#### Élections de 2022
| Résultats des élections législatives des 12 et 19 juin 2022 de la 6e circonscription des Alpes-Maritimes |                          |                          |                          |              |              |             |             |
| Candidat                                                                                                 | Candidat                 | Parti et coalition       | Nuance                   | Premier tour | Premier tour | Second tour | Second tour |
| Candidat                                                                                                 | Candidat                 | Parti et coalition       | Nuance                   | Voix         | %            | Voix        | %           |
| | Bryan Masson             | RN                       | RN                       | 9 349        | 25,32        | 17 564      | 51,35       |
| | Jean-Bernard Mion        | H (ENS)                  | ENS                      | 8 489        | 22,99        | 16 642      | 48,65       |
| | Laurence Trastour-Isnart | LR (UDC)                 | LR                       | 7 450        | 20,18        |             |             |
| | Nicole Mazzella          | LFI (NUPES)              | NUP                      | 4 910        | 13,30        |             |             |
| | Denis Cieslik            | REC                      | REC                      | 3 590        | 9,72         |             |             |
| | Philippe Robiony         | MHAN (TUPV)              | ECO                      | 979          | 2,65         |             |             |
| | Pierre Piacentini        | EAC                      | ECO                      | 597          | 1,62         |             |             |
| | Philippe Touezau-Moneni  | RES                      | DVC                      | 539          | 1,46         |             |             |
| | Guillaume Julien         | PA                       | ECO                      | 468          | 1,27         |             |             |
| | Philippe Louvez          | DLF (UPF)                | DSV                      | 391          | 1,06         |             |             |
| | Daniele Bartoli          | LO                       | DXG                      | 157          | 0,43         |             |             |
| Votes valides                                                                                            | Votes valides            | Votes valides            | Votes valides            | 36 919       | 98,19        | 34 206      | 94,18       |
| Votes blancs                                                                                             | Votes blancs             | Votes blancs             | Votes blancs             | 595          | 1,58         | 1 876       | 5,17        |
| Votes nuls                                                                                               | Votes nuls               | Votes nuls               | Votes nuls               | 85           | 0,23         | 238         | 0,66        |
| Total | Total                    | Total                    | Total                    | 37 599       | 100          | 36 320      | 100         |
| Abstention                                                                                               | Abstention               | Abstention               | Abstention               | 42 568       | 53,10        | 43 857      | 54,70       |
| Inscrits / participation                                                                                 | Inscrits / participation | Inscrits / participation | Inscrits / participation | 80 167       | 46,90        | 80 177      | 45,30       |

Le suppléant de Bryan Masson était Cyril Tribuiani, assistant parlementaire.

#### Elections de 2024
| Résultats des élections législatives des 30 juin et 7 juillet 2024 de la 6e circonscription des Alpes-Maritimes |                          |                          |                          |              |              |
| Candidat | Candidat                 | Parti et coalition       | Nuance                   | Premier tour | Premier tour |
| Candidat | Candidat                 | Parti et coalition       | Nuance                   | Voix         | %            |
| | Bryan Masson             | RN                       | RN                       | 27 705       | 50,85        |
| | Laurence Trastour-Isnart | LR                       | LR                       | 16 213       | 29,76        |
| | Nicole Mazzella          | LFI (NFP)                | UG                       | 8 281        | 15,20        |
| | Pierre Piacentini        | ÉAC                      | ECO                      | 1 927        | 3,54         |
| | Daniele Bartoli          | LO                       | EXG                      | 359          | 0,66         |
| |                          |                          |                          |              |              |
| Votes valides                                                                                                   | Votes valides            | Votes valides            | Votes valides            | 54 485       | 97,83        |
| Votes blancs | Votes blancs             | Votes blancs             | Votes blancs             | 980          | 1,76         |
| Votes nuls | Votes nuls               | Votes nuls               | Votes nuls               | 231          | 0,41         |
| Total | Total                    | Total                    | Total                    | 55 696       | 100          |
| Abstention | Abstention               | Abstention               | Abstention               | 24 490       | 30,54        |
| Inscrits / participation                                                                                        | Inscrits / participation | Inscrits / participation | Inscrits / participation | 80 186       | 69,46        |

Le suppléant de Bryan Masson est Cyril Tribuiani, assistant parlementaire.

##### Élections européennes de 2024
Pour rappel : dans la sixième des neuf circonscriptions des  Alpes-Maritimes, les élections législatives de 2024 se déroulent dans le contexte du résultat aux élections européennes suivant : 
- Rassemblement national (Extrême droite - ID) : 19 047 (42,31 %)
- Renaissance (Centristes et libéraux) : 5 856 (13,01 %)
- Reconquête ! (Extrême droite - ECR) : 4 395 (9,76 %)
- Place publique - Parti socialiste (Sociaux-démocrates) : 3 860 (8,58 %)
- Les Républicains (Conservateurs) : 3 731 (8,29 %)